# ISO 3166-2:MD
ISO 3166-2:MD este un standard al Organizației Internaționale de Standarizare, care definește geocodurile aplicabile pentru Republica Moldova. Este un substandard al standardului general ISO 3166-2.
În prezent pentru Moldova, ISO 3166-2 este definit pentru o unitate teritorială autonomă, 3 orașe (municipii), 32 de raioane, și 1 unitate teritorială. Cele trei orașe au un statut special egal cu raioanele.
Fiecare cod este format din două părți, separate printr-o cratimă. Prima parte este MD – codul ISO 3166-1 alpha-2 pentru R. Moldova. A doua parte este format din două litere.
Datorită nerecunoașterii internaționale, Transnistria este recunoscută ca făcând parte din Republica Moldova și nu are propriul cod ISO 3166-1.

## Coduri curente
Numele compartimentare sunt enumerate ca în standardul ISO 3166-2 publicat de Agenția de întreținere ISO 3166 (ISO 3166/MA).

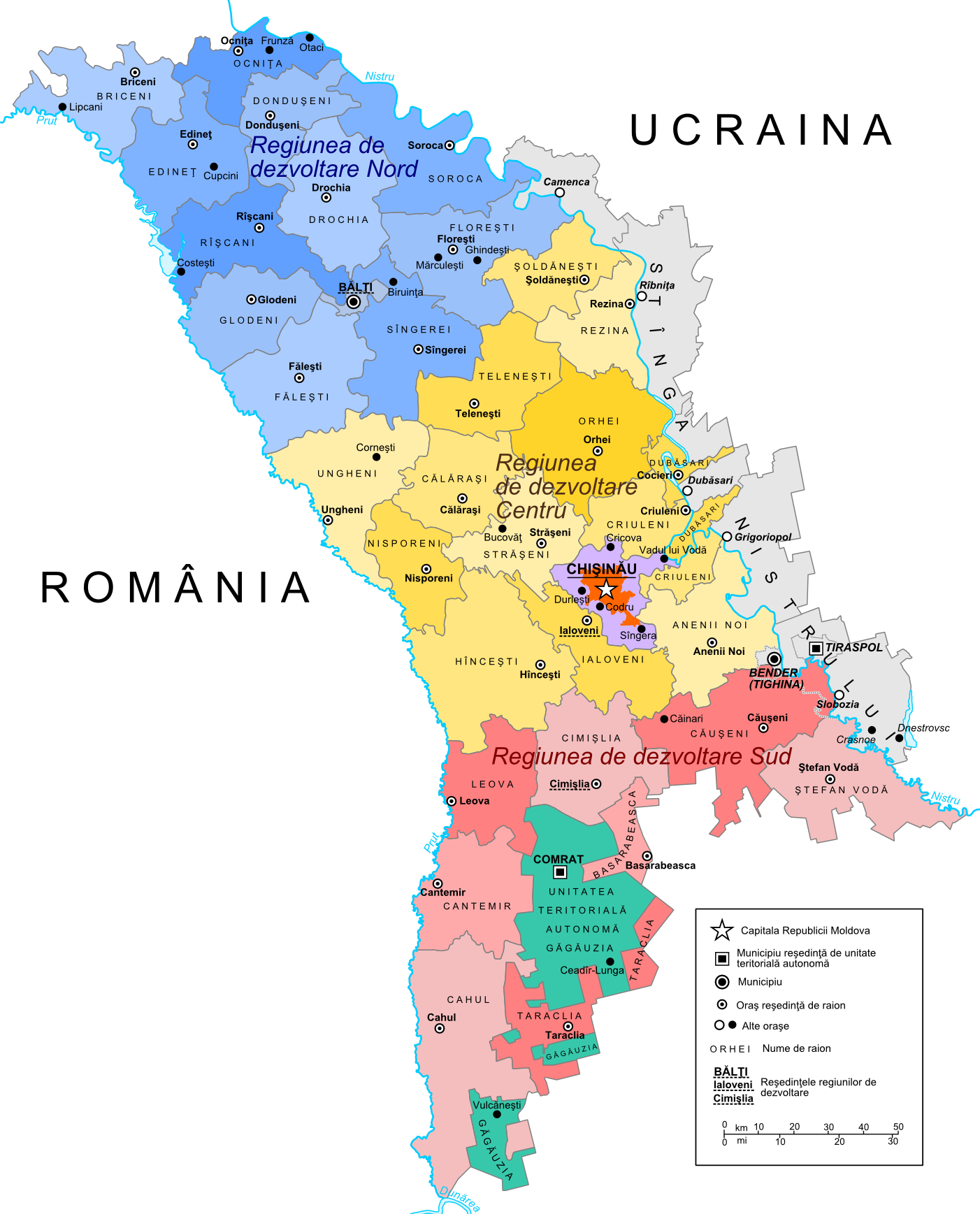
Harta organizării administrativ-teritoriale a RM.

Numele compartimentare sunt sortate în ordinea alfabetică a Republicii Moldova: a, â, ă, b-i, î, j-s, ș, t, ț, u-z.
| Cod   | Numele subdiviziunii                                      | Statut administrativ         |
| ----- | --------------------------------------------------------- | ---------------------------- |
| MD-GA | Găgăuzia, Unitatea teritorială autonomă                   | unitate teritorială autonomă |
| MD-BA | Bălți                                                     | oraș/municipiu               |
| MD-BD | Bender/Tighina                                            | oraș/municipiu               |
| MD-CU | Chișinău                                                  | oraș/municipiu               |
| MD-AN | Anenii Noi                                                | raion                        |
| MD-BS | Basarabeasca                                              | raion                        |
| MD-BR | Briceni                                                   | raion                        |
| MD-CA | Cahul                                                     | raion                        |
| MD-CT | Cantemir                                                  | raion                        |
| MD-CL | Călărași                                                  | raion                        |
| MD-CS | Căușeni                                                   | raion                        |
| MD-CM | Cimișlia                                                  | raion                        |
| MD-CR | Criuleni                                                  | raion                        |
| MD-DO | Dondușeni                                                 | raion                        |
| MD-DR | Drochia                                                   | raion                        |
| MD-DU | Dubăsari                                                  | raion                        |
| MD-ED | Edineț                                                    | raion                        |
| MD-FA | Fălești                                                   | raion                        |
| MD-FL | Florești                                                  | raion                        |
| MD-GL | Glodeni                                                   | raion                        |
| MD-HI | Hîncești                                                  | raion                        |
| MD-IA | Ialoveni                                                  | raion                        |
| MD-LE | Leova                                                     | raion                        |
| MD-NI | Nisporeni                                                 | raion                        |
| MD-OC | Ocnița                                                    | raion                        |
| MD-OR | Orhei                                                     | raion                        |
| MD-RE | Rezina                                                    | raion                        |
| MD-RI | Rîșcani                                                   | raion                        |
| MD-SI | Sîngerei                                                  | raion                        |
| MD-SO | Soroca                                                    | raion                        |
| MD-ST | Strășeni                                                  | raion                        |
| MD-SD | Șoldănești                                                | raion                        |
| MD-SV | Ștefan Vodă                                               | raion                        |
| MD-TA | Taraclia                                                  | raion                        |
| MD-TE | Telenești                                                 | raion                        |
| MD-UN | Ungheni                                                   | raion                        |
| MD-SN | Stînga Nistrului, Unitățile administrativ-teritoriale din | unitate teritorială          |

### Coduri anterioare adăugirii I-2
| Cod    | Numele subdiviziunii | Statut administrativ |
| ------ | -------------------- | -------------------- |
| MD-BAL | Bălți                | oraș                 |
| MD-CAH | Cahul                | oraș                 |
| MD-CHI | Chișinău             | oraș                 |
| MD-DUB | Dubăsari             | oraș                 |
| MD-ORH | Orhei                | oraș                 |
| MD-RIB | Rîbnița              | oraș                 |
| MD-SOC | Soroca               | oraș                 |
| MD-TIG | Tighina              | oraș                 |
| MD-TIR | Tiraspol             | oraș                 |
| MD-UNG | Ungheni              | oraș                 |
| MD-ANE | Anenii Noi           | raion                |
| MD-BAS | Basarabeasca         | raion                |
| MD-BRI | Brinceni             | raion                |
| MD-CHL | Cahul                | raion                |
| MD-CAM | Camenca              | raion                |
| MD-CAN | Cantemir             | raion                |
| MD-CAI | Căinari              | raion                |
| MD-CAL | Călărași             | raion                |
| MD-CAS | Căușeni              | raion                |
| MD-CIA | Ciadîr-Lunga         | raion                |
| MD-CIM | Cimișlia             | raion                |
| MD-COM | Comrat               | raion                |
| MD-CRI | Criuleni             | raion                |
| MD-DON | Dondușeni            | raion                |
| MD-DRO | Drochia              | raion                |
| MD-DBI | Dubăsari             | raion                |
| MD-EDI | Edineț               | raion                |
| MD-FAL | Fălești              | raion                |
| MD-FLO | Florești             | raion                |
| MD-GLO | Glodeni              | raion                |
| MD-GRI | Grigoriopol          | raion                |
| MD-HIN | Hîncești             | raion                |
| MD-IAL | Ialoveni             | raion                |
| MD-LEO | Leova                | raion                |
| MD-NIS | Nisporeni            | raion                |
| MD-OCN | Ocnița               | raion                |
| MD-OHI | Orhei                | raion                |
| MD-REZ | Rezina               | raion                |
| MD-RIT | Rîbnița              | raion                |
| MD-RIS | Rîșcani              | raion                |
| MD-SIN | Sîngerei             | raion                |
| MD-SLO | Slobozia             | raion                |
| MD-SOA | Soroca               | raion                |
| MD-STR | Strășeni             | raion                |
| MD-SOL | Șoldănești           | raion                |
| MD-STE | Ștefan Vodă          | raion                |
| MD-TAR | Taraclia             | raion                |
| MD-TEL | Telenești            | raion                |
| MD-UGI | Ungheni              | raion                |
| MD-VUL | Vulcănești           | raion                |

## Legături externe
- en ISO Online Browsing Platform: MD
- en Raioanele Republicii Moldova la Statoids.com